# Vlčkovce
Vlčkovce (allemand : Wolfsbrück ) est un village de Slovaquie situé dans la région de Trnava.

## Histoire
Première mention écrite du village en 1347.

## Démographie

### Évolution de la population
| Année:               | 1994. | 2004.   | 2014.    | 2024.   |
| -------------------- | ----- | ------- | -------- | ------- |
| Nombre de personnes: | 1133  | 1151    | 1318     | 1347    |
| Différence:          |       | +1,58 % | +14,50 % | +2,20 % |

| Année:               | 2023. | 2024.   |
| -------------------- | ----- | ------- |
| Nombre de personnes: | 1367  | 1347    |
| Différence:          |       | -1,46 % |

## Personnalités
- Jozef Štibrányi (°1940), footballeur international tchécoslovaque